# Marcel Lamant
Marcel Lamant (1912-1942) était un résistant communiste français. arrêté le 30 septembre 1941 et fusillé au Mont-Valérien, le 21 septembre 1942.

## Avant guerre
Né le 2 mai 1912 à Flavigny-le-Petit (Aisne), commune aujourd’hui rattachée à Guise, fils d’un ouvrier de fonderie et d’une cuisinière, Marcel Lamant travailla d’abord avec son père au Familistère de Guise. Il fut congédié de la Maison Godin après une grève et quitta sa ville natale pour venir à Paris : 
« J’avais dix-sept ans, je voulais connaître la vie et avant tout devenir communiste. »

## Militant communiste
Mitron, manœuvre aux halles, vendeur, chauffeur, travaillant le jour, étudiant la nuit, militant syndical, il anime de nombreuses grèves dans la région parisienne et le mouvement « Paix et liberté ». Marcel Lamant part comme volontaire en Espagne républicaine, dans les Brigades internationales du 16 février au 14 avril 1937, devint commissaire politique d’un bataillon et forma avec des socialistes et quelques catholiques un comité antimilitariste. Théodor Balk dans le livre qu’il consacra à la Quatorzième Brigade le décrit ainsi :
« Et quand le bataillon se mettait en marche, il était en tête, chargé de tout un barda, le fusil à l’épaule et toujours en chantant. »
À son retour d’Espagne, il vient habiter à Ivry-sur-Seine dans un hôtel du quartier du Fort. 

## La Résistance
Membre de la résistance communiste parisienne, militant syndical, Marcel Lamant, compagnon de combat de Gabriel Péri, ainsi que de Pierre Brossolette, qu'il pouvait contacter à sa librairie de la "rue de la pompe"[réf. nécessaire], ainsi que du  Colonel Fabien. 

## Arrestation et torture
Marcel Lamant fut arrêté le 30 septembre 1941 pour s’être livré à des actes de sabotages par explosifs sur les voies ferrées et avoir détenu des armes. Il fut interné à Fresnes et à Drancy. Un rapport témoigna de son comportement courageux sous la torture. Marcel Lamant fut fusillé comme otage au Mont-Valérien, le 21 septembre 1942 à 10h20, le même jour que Gaston Bussière et André Chassefière.

## Posthume
Depuis le 27 juillet 1945, la rue de l’Espérance à Ivry, porte le nom de Rue Marcel Lamant.

## Sources
- ivry94.fr